# Havard Thorfinnsson
Havard Thorfinnsson (vieux-norrois: Havarðr)  est Jarl ou  comte des Orcades en 979-980.

## Origine
Havard est le second fils de Thorfinn Hausakljufr.

## Règne
Havard devient Jarl après le meurtre de son frère aîné Arnfinn Thorfinnsson et il épouse sa veuve Ragnhild la fille du roi Erik Blodøks.
Selon la Saga des Orcadiens, « il fut un excellent chef et les îles furent prospères » d'où son surnom de « bonnes années » toutefois son épouse Ragnhild le juge rapidement lui aussi insuffisant à satisfaire ses ambitions.
Elle séduit un neveu des Jarls nommé Einarr kliningr  (c'est-à-dire: pain beurré) « qui était un grand chef et avait une suite nombreuse et partait en expédition guerrière chaque été » et réussit à le convaincre malgré sa réticence initiale de tuer le Jarl Havard afin de l'épouser ensuite.
Einarr tue son oncle à Steinsnes sur Hrossey après un combat acharné. Devant l'émoi soulevé par le meurtre, Ragnhild désavoue son amant et réussit à convaincre Einarr harðkjöptr (c'est-à-dire: la gueule dure) un autre neveu des défunts Jarls de tuer le meurtrier d'Havard en échange de sa main.
Einarr la gueule dure va trouver son cousin et homonyme et le tue. Pendant ce temps, Ragnhild fait venir Ljotr Thorfinnsson, le frère d'Arnfinn et d'Havard, et l'épouse.